# 隠蔽種
隠蔽種（いんぺいしゅ、英：cryptic species）は、本来別種であるにもかかわらず、外見的特徴の類似をはじめとする理由から同種と判断されていた種である。
近年では全生物が共通して持つDNAの塩基配列を調査するDNA分析技術の発展から、これら種の発見、そして然るべき分類がされるケースも多い。
発覚している隠蔽種の例として、カクレマンボウ（マンボウ）、アフリカンゴールデンウルフ（キンイロジャッカル）、キタノメダカ（ミナミメダカ）等が挙げられる（括弧内は隠蔽種として分離される前に同種としてそこに含まれていた種）。